# Diszkoszvetés

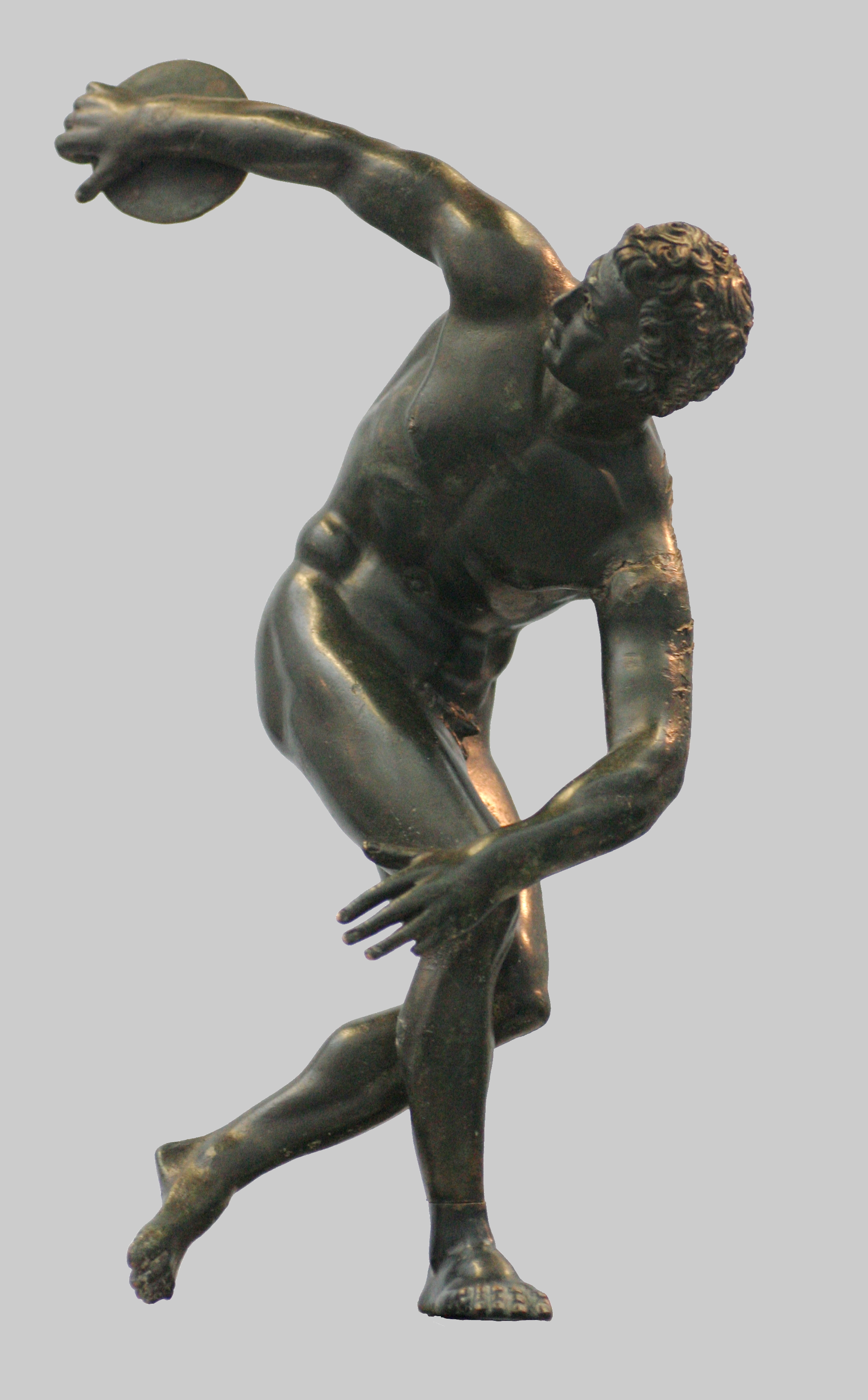
Mürón Diszkobolosz nevű bronzszobrának 2. századi rekonstrukciója

A diszkoszvetés az atlétika sportág egyik dobószáma. A lényege a diszkosz nevű sportszer eldobása, valamilyen távolságra való eljuttatása a sportoló, a diszkoszvető által. Az eredményeket a dobás távolsága alapján állapítják meg. A dobószámok szerepelnek a Nemzetközi Atlétikai Szövetség (IAAF) és a tagszervezetek legrangosabb viadalain is, és egyes versenyszámai szerepelnek az összetett atlétikai számokban is. A diszkoszvetés olimpiai versenyszám.

## Története
- A diszkoszvetést már az ókorban ismerték. Már i. e. 708-ban, a 18. olümpiai játékokon csatlakozott a programhoz a két dobószámot tartalmazó öttusa, ami stadionfutásból, távolugrásból, diszkoszvetésből, gerelyhajításból és birkózásból állt. Aki három versenyszámot megnyert, az automatikusan megnyerte a versenyt. A versenyprogram utolsó két számát nem is rendezték meg, ha már volt hármas győztes.
- Máig világhírű az i. e. 5. században élt, Mürón görög szobrász Diszkobolosz nevű bronzszobra, amely egy diszkoszvetőt ábrázol.

### Olimpiai versenyszámként
A diszkoszvetés a kezdetektől fogva olimpiai versenyszám. A forgásos dobótechnikát elsőként a magyar Bauer Rudolf alkalmazta. 1912-ben a skandináv országokban népszerű kétkezes formában is versenyt rendeztek.

## Örökranglisták
A férfiaknál és a nőknél a legjobb 10- 10 eredmény alakulását mutatjuk be. (2013. júniusi állapot)

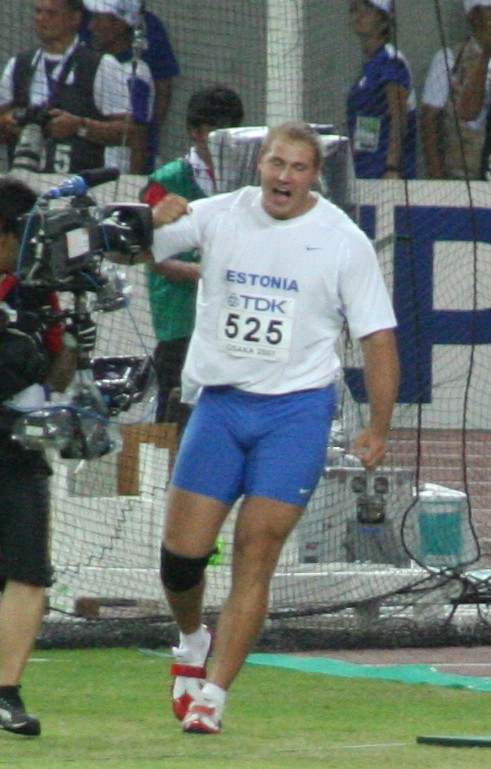
Gerd Kanter Oszakában

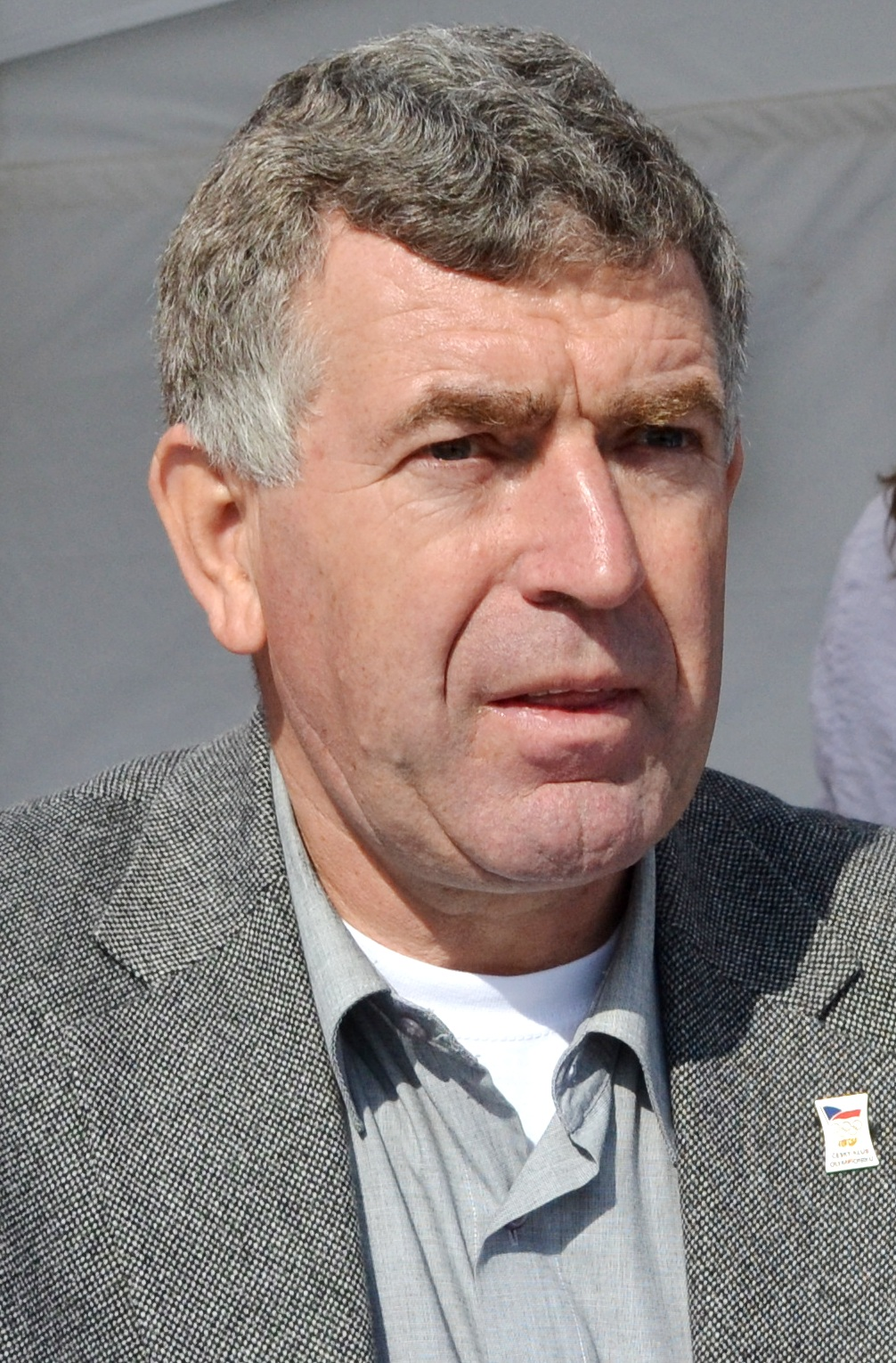
A szlovákiai magyar Bugár Imre

### Férfiak
| Sorrend | Eredmény méterben | Atléta neve             | Helyszín       | Időpont             |
| ------- | ----------------- | ----------------------- | -------------- | ------------------- |
| 1       | 74.08             | Jürgen Schult (GDR)     | Neubrandenburg | 1986. június 6.     |
| 2       | 73.88             | Virgilijus Alekna (LTU) | Kaunas         | 2000. augusztus 3.  |
| 3       | 73.38             | Gerd Kanter (EST)       | Helsingborg    | 2000. szeptember 4. |
| 4       | 71.86             | Jurij Dumcsev (URS)     | Moszkva        | 1983. május 29.     |
| 5       | 71.84             | Piotr Małachowski (POL) | Hengelo        | 2013. június 8.     |
| 6       | 71.70             | Fazekas Róbert (HUN)    | Szombathely    | 2002. július 14.    |
| 7       | 71.50             | Lars Riedel (GER)       | Wiesbaden      | 1997. május 3.      |
| 8       | 71.32             | Ben Plucknett (USA)     | Eugene         | 1983. június 4.     |
| 9       | 71.26             | John Powell (USA)       | San Jose       | 1984. június 9.     |
| 9       | 71.26             | Rickard Bruch (SWE)     | Malmö          | 1984. november 15.  |
| 9       | 71.26             | Bugár Imre (TCH)        | San Jose, CA   | 1985. május 25.     |

### Nők
| Sorrend | Eredmény méterben | Atléta neve               | Helyszín        | Időpont             |
| ------- | ----------------- | ------------------------- | --------------- | ------------------- |
| 1       | 74.57             | Gabriele Reinsch (GDR)    | Neubrandenburg  | 1988. július 9.     |
| 2       | 74.56             | Zdenka Šilhavá (TCH)      | Nyitra          | 1984. augusztus 26. |
| 2       | 74.56             | Ilke Wyludda (GDR)        | Neubrandenburg  | 1989. július 23.    |
| 4       | 74.08             | Diana Sachse-Gansky (GDR) | Karl-Marx-Stadt | 1987. június 20.    |
| 5       | 73.84             | Daniela Costian (ROU)     | Bukarest        | 1988. április 30.   |
| 6       | 73.36             | Irina Meszynski (GDR)     | Prága           | 1984. augusztus 17. |
| 7       | 73.28             | Galina Savinkova (URS)    | Donyeck         | 1984. szeptember 8. |
| 8       | 73.23             | Tsvetanka Khristova (BUL) | Kazanlak        | 1987. április 19.   |
| 9       | 73.10             | Gisela Beyer (GDR)        | Berlin          | 1984. július 20.    |
| 10      | 72.92             | Martina Hellmann (GDR)    | Potsdam         | 1987. augusztus 20. |

## Nevezetes diszkoszvetők
- Bauer Rudolf
- Fazekas Róbert